# Androsace cuttingii
Androsace cuttingii är en viveväxtart som beskrevs av Cecil Ernest Claude Fischer. Androsace cuttingii ingår i släktet grusvivor, och familjen viveväxter. Inga underarter finns listade i Catalogue of Life.